# Oman op de Olympische Zomerspelen 1988
Oman nam deel aan de Olympische Zomerspelen 1988 in Seoel, Zuid-Korea. Het was de twee deelname van het land aan de spelen.
Er namen in totaal acht deelnemers deel in 3 sporten, er werden geen medailles gewonnen.

## Deelnemers en resultaten
(m) = mannen, (v) = vrouwen 

### Atletiek
| Olympiër                                                                       | Discipline   | Resultaat | Prestatie                                                                                             |
| ------------------------------------------------------------------------------ | ------------ | --------- | --- |
| Abdullah Al-Khalidi                                                            | 100m (m)     | 75e       | serie 8: 5de in 10,90                                                                                 |
| Abdullah Al-Khalidi                                                            | 200m (m)     | 49e       | serie 6: 6de in 21,82                                                                                 |
| Abdullah Al-Habsi                                                              | 400m (m)     | 51e       | serie 6: 5de in 48,30                                                                                 |
| Mohamed Amer Al-Malki                                                          | 400m (m)     | 8e        | serie 3: 1ste in 46,79 kwartfinale 3: 3de in 45,01 halve finale 2: 3de in 44,69 finale: 8ste in 45,03 |
| Mansoor Al-Bulushi                                                             | 800m (m)     | 49e       | serie 1: 7de in 1.51,03                                                                               |
| Mansoor Al-Bulushi Abdullah Al-Habsi Abdullah Al-Khalidi Mohamed Amer Al-Malki | 4x400m (m)   | 20e       | serie 1: 7de in 3.12,89                                                                               |
| Awadh Shaban Al-Sameer                                                         | marathon (m) | 83e       | 2:46.59                                                                                               |

### Boksen
| Olympiër            | Discipline  | Resultaat | Prestatie                                                                  |
| ------------------- | ----------- | --------- | -------------------------------------------------------------------------- |
| Handhal Al-Harithy  | -63,5kg (m) | 32e       | 1ste ronde: V van SWE Myrberg: scheidsrechterlijke beslissing              |
| Abdullah Al-Barwani | -67kg (m)   | 17e       | 1ste ronde: vrij 2de ronde: V van AUS Obah: scheidsrechterlijke beslissing |

### Schietsport
| Olympiër               | Discipline          | Resultaat | Prestatie                                              |
| ---------------------- | ------------------- | --------- | ------------------------------------------------------ |
| Abdul Latif Al-Bulushi | 10m luchtgeweer (m) | 17e       | kwalificatie: 17de met 587 punten (98-99-94-99-100-97) |

Afghanistan · Algerije · Amerikaanse Maagdeneilanden · Amerikaans-Samoa · Andorra · Angola · Antigua en Barbuda · Argentinië · Aruba · Australië · Bahama’s · Bahrein · Bangladesh · Barbados · België · Belize · Benin · Bermuda · Bhutan · Birma · Bolivia · Bondsrepubliek Duitsland · Botswana · Brazilië · Britse Maagdeneilanden · Brunei · Bulgarije · Burkina Faso · Canada · Centraal-Afrikaanse Republiek · Chili · China · Chinees Taipei · Colombia · Congo-Brazzaville · Cookeilanden · Costa Rica · Cyprus · Denemarken · Djibouti · Dominicaanse Republiek · Duitse Democratische Republiek · Ecuador · Egypte · El Salvador · Equatoriaal-Guinea · Fiji · Filipijnen · Finland · Frankrijk · Gabon · Gambia · Ghana · Grenada · Griekenland · Groot-Brittannië · Guam · Guatemala · Guinee · Guyana · Haïti · Honduras · Hongarije · Hongkong · Ierland · IJsland · India · Indonesië · Irak · Iran · Israël · Italië · Ivoorkust · Jamaica · Japan · Joegoslavië · Jordanië · Kaaimaneilanden · Kameroen · Kenia · Koeweit · Laos · Lesotho · Libanon · Liberia · Libië · Liechtenstein · Luxemburg · Malawi · Malediven · Maleisië · Mali · Malta · Marokko · Mauritanië · Mauritius · Mexico · Monaco · Mongolië · Mozambique · Nederland · Nederlandse Antillen · Nepal · Nieuw-Zeeland · Niger · Nigeria · Noord-Jemen · Noorwegen · Oeganda · Oman · Oostenrijk · Pakistan · Panama · Papoea-Nieuw-Guinea · Paraguay · Peru · Polen · Portugal · Puerto Rico · Qatar · Roemenië · Rwanda · Saint Vincent en de Grenadines · Salomonseilanden · Samoa · San Marino · Saoedi-Arabië · Senegal · Sierra Leone · Singapore · Soedan · Somalië · Sovjet-Unie · Spanje · Sri Lanka · Suriname · Swaziland · Syrië · Tanzania · Thailand · Togo · Tonga · Trinidad en Tobago · Tsjaad · Tsjecho-Slowakije · Tunesië · Turkije · Uruguay · Vanuatu · Venezuela · Verenigde Arabische Emiraten · Verenigde Staten · Vietnam · Zaïre · Zambia · Zimbabwe · Zuid-Jemen · Zuid-Korea · Zweden · Zwitserland